# Mesochorus carintiacus
Mesochorus carintiacus là một loài tò vò trong họ Ichneumonidae.